# Бриньяэ
Бриньяэ (нем. Brinjahe) — община в Германии, в земле Шлезвиг-Гольштейн. 
Входит в состав района Рендсбург-Экернфёрде. Подчиняется управлению Ефенштедт.  Население составляет 128 человек (на 31 декабря 2010 года). Занимает площадь 4,66 км².